# Pasar Kubang
Pasar Kubang is een bestuurslaag in het regentschap Sawah Lunto van de provincie West-Sumatra, Indonesië. Pasar Kubang telt 917 inwoners (volkstelling 2010).